# Cathédrale du Saint-Esprit de Homs
Cette  cathédrale ne doit pas être confondue avec une autre cathédrale de Homs.
 D’autres cathédrales portent le nom de cathédrale du Saint-Esprit.
La cathédrale du Saint-Esprit (en arabe : كاتدرائية الروح القدس) est la cathédrale syriaque catholique de Homs, en Syrie.

## Histoire
La cathédrale du Saint-Esprit a été construite en 1912 en tant que nouvelle cathédrale de l'archéparchie syrienne catholique de Homs. 
Elle fait partie d'un complexe de bâtiments à l'ouest de la rue al-Maljaa (شارع الملجأ Shari al-Maljaa ) entre la rue ouest-est al-Hamidiya (شارع الحميدية) et l'allée parallèle au sud, le long de laquelle se dresse la cathédrale est-est dans une direction ouest-est. À l'extrémité est du bâtiment se trouve le dôme avec une croix tridimensionnelle à trois poutres. Les dépendances partent ici en retour d'équerre. Comme de nombreux édifices de la ville, la cathédrale et ses dépendances sont en pierres de basalte noir, mais avec des rangées et des arcs - ainsi que sur les fenêtres - avec une alternance de pierres noires et blanches.
La cathédrale a été gravement endommagée pendant la guerre civile en Syrie . Selon le pasteur Michel Naaman, qui a séjourné à Homs pendant la guerre, cinq roquettes ont traversé le toit de la cathédrale, déchirant des trous dans le toit. Des messes ont eu lieu même si des fragments de bombes gisaient sur le sol. En décembre 2015, les derniers rebelles quittent la ville. Commence alors la restauration de l'église, la toiture étant la première à être restaurée. 
En janvier 2023, Jacques Mourad est devenu le nouvel archevêque.